# Lajos Szabó

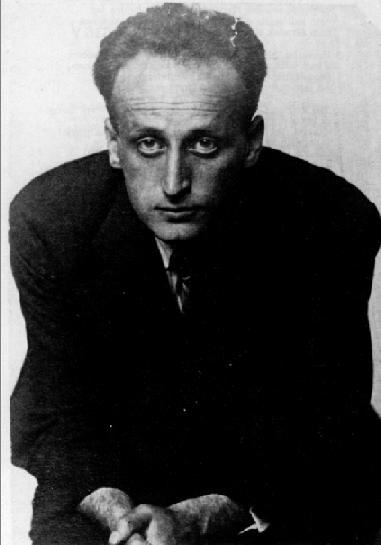
Lajos Szabó

Lajos Szabó (* 1. Juli 1902 in Budapest; † 21. Oktober 1967 in Düsseldorf) war ein ungarischer Philosoph und einer der Gründer der Budapester Dialogischen Schule.

## Leben
1919 wurde er der Berufsschule verwiesen. Am Anfang der zwanziger Jahre nahm er für ein paar Monate an der illegalen kommunistischen Bewegung teil. In der ersten Hälfte der zwanziger Jahre arbeitete er in Budapest und Wien als Buchhändlerassistent. Zwischen 1928 und 1930 wurde er ein Mitglied des Arbeitskreises von Lajos Kassák. Er schrieb zwei Artikel für die Zeitschrift Munka. Zu dieser Zeit lernte er Karl Korsch kennen. 1930 wurde er mit zahlreichen anderen Mitgliedern aus dem Munka-Kreis ausgeschlossen. Sie gründeten die ungarische oppositionelle Bewegung. Diese illegale, linksgerichtete antikapitalistische und zugleich antibolschewistische Bewegung war auch mit Karl Korschs kompromisslosem Marxismus verbunden. Die wichtigsten Persönlichkeiten dieser Bewegung waren außer Lajos Szabó, Pál Justus, Pál Partos und Andor Szirtes. 1930 lernte Lajos Szabó Béla Tábor kennen, mit dem ihn bis Ende seines Lebens ein enges Arbeitsverhältnis verband. In dem Zeitraum von 1931 bis 1932 verbrachte er zweimal einige Monate in Berlin und Frankfurt. In Frankfurt studierte er an dem Institut für Sozialforschung. 1933 und 1934 unternahm er eine Studienreise nach Wien und Paris.

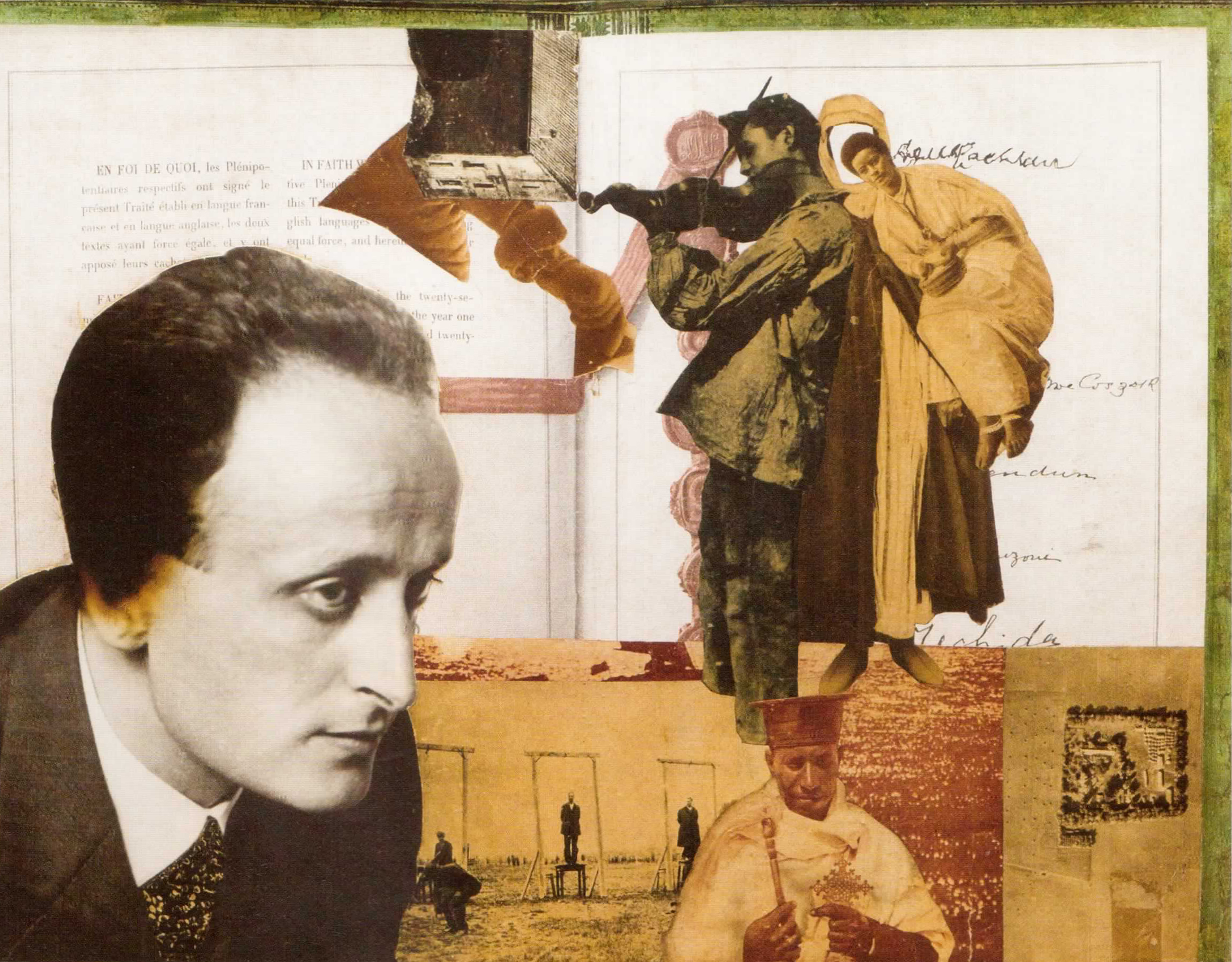
Lajos Vajda: Montage mit Lajos Szabó, 1930–33, Pastell und Fotocollage auf Karton, 49,6 cm × 54,6 cm

1936 schrieb er zusammen mit Béla Tábor ein Buch betitelt Vádirat a szellem ellen (Anklageschrift gegen den Geist). 1937 erschien das erste Heft von A hit logikája – Teocentrikus logika (Die Logik des Glaubens – Eine theozentrische Logik). Das zweite Heft dieses Werkes wurde erst lange nach seinem Tod veröffentlicht. Er schrieb mehrere Studien: Megjegyzések a marxizmus kritikájához (Bemerkungen zur Kritik des Marxismus), A tudományos szocializmus bírálatához (Zur Kritik des wissenschaftlichen Sozialismus), A mammonizmus természetrajzához  (Über die Natur des Mammonismus), Adalékok a halmazelmélet kérdéseihez (Beiträge zu den Fragen der Mengenlehre), Nietzsche. Sie erschienen erst nach seinem Tod in Druck. Ein wichtiges Werk von Lajos Szabó, ist Biblia és romantika (Die Bibel und die Romantik), das aufgrund einer 1941 gehaltenen Vorlesung geschrieben wurde.
1938 heiratete er Magda Pallós, die 1946 starb. 1940 wurde er zum Arbeitsdienst einberufen, aber nach ein paar Wochen wegen Tuberkulose aus der Armee entlassen. Ab März verbrachte er einige Monate im Krankenhaus. Auf derselben Station des Krankenhauses wurde auch der schwerkranke Maler Lajos Vajda behandelt. Im Frühling 1944 wurde er nach Auschwitz deportiert. Er überlebte und kehrte Ende Januars 1945 nach Ungarn zurück.
Lajos Szabó und Béla Tábor legten in den Nachkriegsjahren den Grundstein der Budapester Dialogischen Schule. In diesen Jahren entstand zwischen ihnen und dem Essayist, Béla Hamvas und dem Kunsthistoriker Lajos Fülep eine sehr enge Zusammenarbeit. Mit Béla Hamvas gründeten sie schon Ende 1945 eine philosophischen Fragen gewidmete Arbeitsgemeinschaft. Ihre regelmäßig stattfindenden Gespräche wurden als „Donnerstagsgespräche“ bekannt. Außer ihnen nahmen auch die Frau von Béla Tábor, Stefánia Mándy, und die Frau von Béla Hamvas, Katalin Kemény, an diesen Gesprächen teil. Lajos Szabó gab 1946 zwei Studien heraus: Irodalom és rémület (Literatur und Schrecken) und Művészet és vallás (Kunst und Religion). Beide Studien erschienen in der literarischen Zeitschrift Mouseion.
In dem Zeitraum zwischen 1946 und 1948 hielt er Seminarvorlesungen für junge Intellektuelle. In seinen Vorlesungen beschäftigte er sich mit den Fragen der Werttheorie und Wertpsychologie, und er strebte dabei eine Synthese der präphilosophischen Situation (z. B. der indischen Tradition und der Vorsokratiker) und der postphilosophischen Situation, die in der Philosophie-, Kunst- und Religionskritik der großen Denker des unsichtbaren 19. Jahrhunderts (Kierkegaard, Fjodor Michailowitsch Dostojewski und Friedrich Nietzsche) zu finden ist.
Am engsten jedoch war Lajos Szabó mit der Dialogphilosophie von Ferdinand Ebner, Franz Rosenzweig und Martin Buber verbunden, und auf ihren Spuren folgend nannte er sich einen Sprachphilosophen. Am Anfang seiner werttheoretischen Vorlesungen stellte er eindeutig fest, dass er sich in erster Linie auf den Biblizismus von Ferdinand Ebner stützt, und der Meinung ist, dass er dieses Herangehen „maßgeblich“ unangreifbar, fest und am weitgehendsten findet, selbst wenn er der Ansicht ist, dass dieser Biblizismus an manchen Punkten, hauptsächlich hinsichtlich der Fragen der Bewertung der Mathematik und der Kunst, noch weiter gedacht werden oder selbst kritisiert werden muss.
Die aktivsten Teilnehmer der Seminarvorlesungen waren Attila Kotányi und György Kunszt, die diese Vorlesungen auch aufzeichneten. Sie fassten die Themen der Vorlesungen wie folgt zusammen: Wert- und Zeichentheorie, Wirtschaftslehre, Existenzialismus, Kritik der Mengentheorie, das Konzept der Sprachmathematik. Der aufgezeichnete Text dieser Vorlesungen durfte erst nach 1990 erscheinen.
Szabó nahm aktiv an den Veranstaltungen der Európai Iskola (Europäischen Schule), die eine neoavantgardistische Gruppe von Künstlern und Literaten war. In der Periode der stalinistischen Diktatur entstanden enge Beziehungen zwischen den Mitgliedern der Untergrundbewegung der Budapester Schule und den ebenfalls verbotenen Avantgardekünstlern, besonders den Mitgliedern der Europäischen Schule. Von der Mitte der fünfziger Jahre wurde Lajos Szabó ein Kalligraf. Ab 1954 entstanden seine ersten abstrakten Kalligrafien, seine „zeichnerische Meditationen“. 1956 verließ er mit seiner Frau Ungarn. Bis Ende 1957 hielt er sich in Wien, und demnächst bis Ende 1961 in Brüssel auf. 1960 unternahm er eine Rundreise durch Deutschland, und seine Kalligrafien wurden in Ausstellungen in München, Dortmund, Hamburg und Hagen gezeigt. 1962 ließ er sich in Düsseldorf nieder.
1966 hatte er eine Ausstellung in Paris. Lajos Szabó nahm als Pseudonym den Namen AO, das einerseits als eine Abkürzung von Anti-Organisation betrachtet werden konnte, andererseits waren A und O die Vokale seines Vor- und Nachnamens. Eine Zeitlang signierte er seine Zeichnungen mit AO, später aber wurde AO zu einem wiederkehrenden Bildmotiv.
Lajos Szabó starb am 21. Oktober 1967 in Düsseldorf. Sein Grab befindet sich auf dem jüdischen Friedhof der Stadt.

## Das Werk von Lajos Szabó

### Als Philosoph
Die Anklageschrift gegen den Geist besteht aus drei Teilen. Der erste Teil des Werkes beschäftigt sich mit der Einengung und Zersplitterung des Geistes, die hauptsächlich in den Geisteswissenschaften stattfinden. In diesem Prozess geht die Sprache als ein vernünftiges Mittel des Dialogs zugrunde. Der Geist verzichtet auf seine Führungsrolle und verfolgt allzu bescheidene Ziele. Diese Krise kann nur dann überwunden werden, wenn jeder der seine Energien der Forschung widmet, alle anderen Lösungsversuche eines untersuchten Problems als eine direkt an ihn gerichtete, persönliche Frage auffasst. Die Vertreter des Geistes müssen sich über ihre eigenen Charakterzüge im Klaren sein, und auch wissen, dass die Massen nicht nur beeinflusst werden sollten, sondern auch die Vertreter des Geistes von den Massen lernen sollten.
Der zweite Teil des Werkes beschäftigt sich mit der Praxis und der Theorie und dem Geist. Die Autoren stellen fest, dass sich der Geist in die Theorie zurückgezogen ist und dabei geduldet hat, dass die Praxis über die Theorie die Macht übernommen hat.
Der dritte Teil des Werkes beschäftigt sich mit „der Geographie des Geistes“. Das Problem des Marxismus besteht darin, schreiben die Autoren, dass das Ziel dieser Bewegung, d. h. die Entstehung eines neuen Menschen nicht mit den diktatorischen Methoden, mit denen dieses Ziel erreicht werden soll, vereinbar ist. Mit Hinsicht auf die Soziologie, den Positivismus und die Psychoanalyse wird es immer gezeigt, dass die jeweiligen Ziele dieser geistigen Strömungen mit den jeweiligen Methoden nicht vereinbart werden können.
Die Autoren, deren Meister die Vertreter der Dialogphilosophie sind, behaupten, dass der Hauptgrund der Krise die Hilfslosigkeit des Geistes ist. Béla Hamvas in seiner meisterhaften Kritik dieses Werkes, das seiner Meinung nach eigentlich als ein anthropologisches Werk aufgefasst werden soll, weist darauf hin, dass „die wirkliche Geschichte des Menschen seine Gottwerdung ist. (…) Mensch sein heißt, über ein Schicksal verfügen, für welches die Möglichkeit der Gottwerdung immer offen ist, trotz aller Irrtümer und Fehler.“ Diese Buchbesprechung von Béla Hamvas, die zur Zeit ihrer Entstehung nicht herausgegeben wurde, weil der Herausgeber der Meinung war, dass der Rezensent zu lobend über dieses Werk schrieb, endet mit dem sehr aktuellen und poetischen Satz: „Für den Menschen wird das Leben immer schwieriger, weil er immer mehr weiß. Und wer viel weiß, und nicht demgemäß lebt, sagt Jan van Ruysbroek, der ist verloren.“

### Als Kalligraph
In der letzten Phase seines Lebens spielte die spekulative Graphikkunst eine äußerst wichtige Rolle. „Die Gattung der Graphikkunst von Szabó ist die abstrakte Kalligraphie. (…) Wenn die Kalligraphie durch die abstrakte Kalligraphie ersetzt wird, werden die Buchstaben durch Zeichen, durch das Bild ersetzt. Für den religiösen Menschen bedarf es des Mutes, damit er diesen Schritt wagen kann. Lajos Szabó erkannte, dass die durch die Buchstaben inspirierte, bzw. die in Tausch gegen sie erhaltenen Zeichen mit der Präsenz der Seele identisch sind.“
1954 erstellte Lajos Szabó seine ersten Kalligraphien. „Die abstrakte Linie der entstehenden Werke »abstrahiert nicht von etwas«, sie ist also nicht die abstrakte Widerspiegelung eines Originalen, sondern sie ist die primäre Realität. Sie ist das Zeichen, das Abbild und der Durchbruch der wachsenden Seele, sie ist im Sinne Malewitschs »gegenstandslos«, sie ist eine originelle, innerliche geistige Realität, deren Träger bloß die Linie ist. Die materiellen Elemente sind die Spur, die der Bleistift oder die Feder auf dem Papierblatt hinterlassen.“

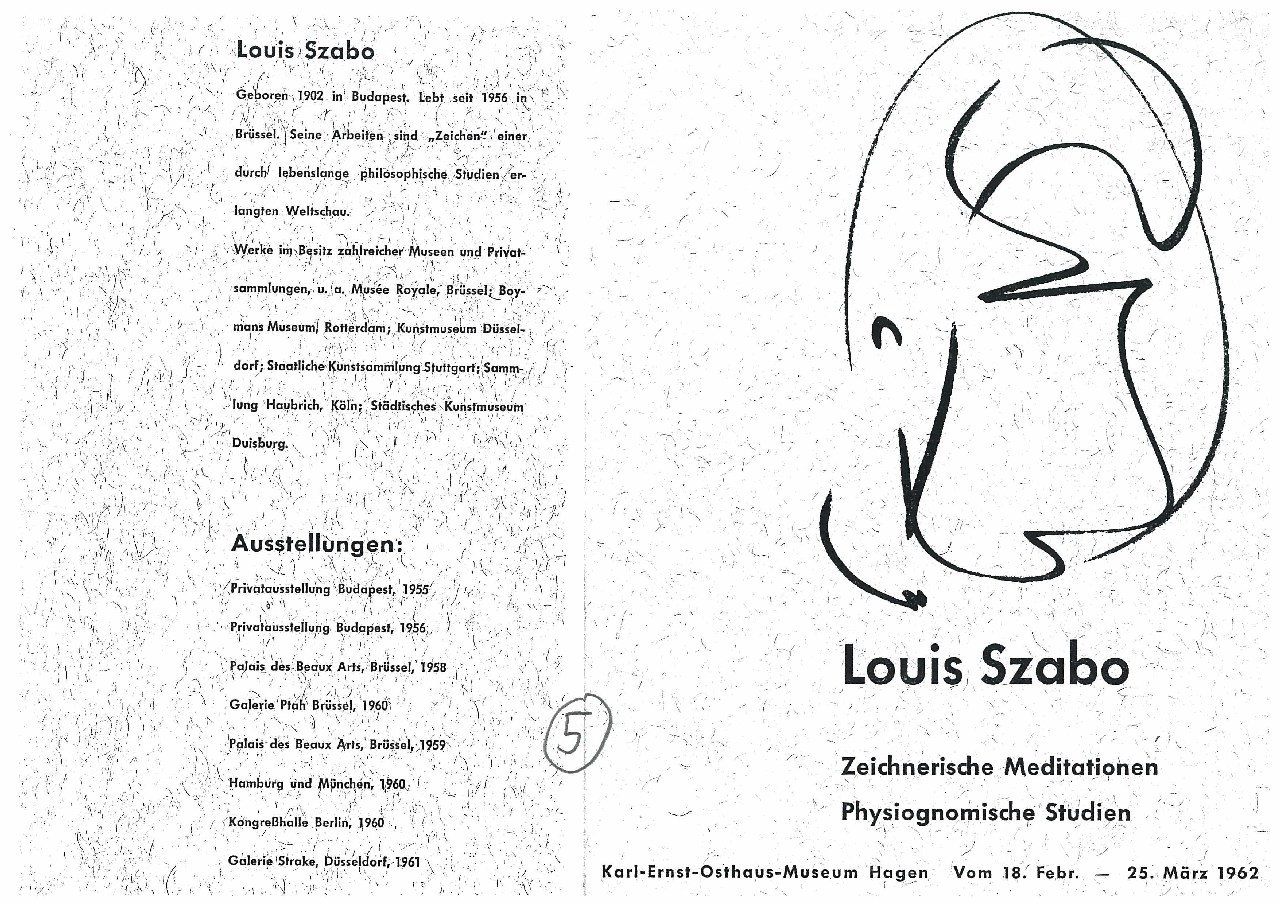
Einladungskarte, 1962, Hagen

Eine aussagekräftige Anzahl der vor der 1956 erfolgten Emigration entstandenen Werke wurde 1980 in dem Budapester Klub der Jungen Künstler ausgestellt. (Die Kuratoren der Ausstellung waren Dániel Bíró und Botond Kocsis.)
Im Dezember 1957 stellten sich Lajos Szabó zusammen mit Lajos Vajda, Endre Bálint, Attila Kotányi und Lyubomir Szabó mit ihren Werken in dem Brüsseler Palais Des Beaux Arts dem Publikum vor. Die Kalligraphien sind in zahlreichen Museen aufbewahrt: Musée Royal, Brüssel; Museum Boijmans Van Beuningen, Rotterdam; Museum Kunstpalast, Düsseldorf; Staatliche Kunstsammlung, Stuttgart; Sammlung Haubrich im Museum Ludwig, Köln; Städtisches Kunstmuseum, Duisburg; Stiftung Lehmbruck-Museum – Zentrum Internationaler Skulptur, Duisburg; Kunstmuseum Bochum Kunstsammlung. In der Berliner Sammlung Kalligraphie, die im Archiv der Akademie der Künste angesiedelt ist, befinden sich insgesamt 414 noch in Budapest entstandene Kalligraphien.

### Ausstellungen
- 1955 Budapest, Atelierausstellung aus den ersten Kalligraphien
- 1956 Budapest, Atelierausstellung
- 1957 Brüssel, Palais des Beaux Arts: Peintres Hongrois, Lajos Vajda, Lajos Szabó, André Bálint, Attila Kotányi, Lyubomir Szabó
- 1959 Brüssel, Palais des Beaux Arts
- 1960 Brüssel, Galerie Ptah: Louis Szabo
- 1960 Hamburg, Haus der Begegnung
- 1960 Dortmund, Fritz-Henßler-Haus
- 1960 Berlin, Kongresshalle
- 1961 Düsseldorf, Galerie Strake
- 1962 Hagen, Karl-Ernst-Osthaus-Museum: Louis Szabo, Zeichnerische Meditationen-Physiognomische Studien
- 1980 Budapest, Klub der Jungen Künstler: Lajos Szabó, Vorstellung und Auswahl aus den in den Jahren 1954-1956 entstandenen Kalligraphien[8]
- 1994 Pannonhalma, Hauptabtei
- 1997 Budapest, Ernst Múzeum: Die spekulativen grafischen Bildschriften von Lajos Szabó (1902-1967)
- 1998 Düsseldorf, Stadtmuseum: Die spekulativen grafischen Bildschriften von Lajos Szabó (1902-1967)
- 2011 Eger, Ungarn, Ars Geometrica Galéria
- 2011 Budapest, 2B Galéria, Bilder der Seelenpräsenz, 1957-1967

### Werke von Lajos Szabó
- mit Béla Tábor: Vádirat a szellen ellen (Anklageschrift gegen den Geist), Erstausgabe, Budapest, Az idő könyvei, 1936
- mit Béla Tábor: Vádirat a szellen ellen (Anklageschrift gegen den Geist), Budapest, Comitatus, 1991
- A hit logikája – Teocentrikus logika (Die Logik des Glaubens—Theozentrische Logik), Az Idő Könyvei, Budapest, 1937
- Szemináriumi előadások 1946-1950 (Die Seminarvorlesungen von Lajos Szabó), Közr.: Kotányi Attila, Kunszt György, (Hrsg. von. Attila Kotányi, György Kunszt), Budapest, Typotex, 1997
- Tény és titok – összegyűjtött írások és előadások (Fakt und Geheimnis—gesammelte Schriften und Vorlesungen), Szerk: Kotányi Attila-Kunszt György-Kőszegi Lajos (Red. von Attila Kotányi - György Kunszt - Lajos Kőszegi): Pannon Panteon, Medium Kiadó, Veszprém, 1999
- Megjegyzések a marxizmus kritikájához (Bemerkungen zur Kritik des Marxismus), 1934
- Biblia és romantika (Die Bibel und die Romantik),
- A mammonizmus természetrajzához (Über die Natur des Mommonismus),
- Trinitárius világfelfogás (Die trinitarische Weltanschauung),
- Irodalom és rémület, (Literatur und Schrecken), Diárium, 1946, Pannon Panteon könyvsorozat, Medium Kiadó, Veszprém, 1999
- Művészet és vallás, (Kunst und Religion), Mouseion, 1946. Pannon Panteon könyvsorozat, Medium Kiadó, Veszprém, 1999

### Sekundärliteratur
- EIKÓN: A képíró Szabó Lajos spekulatív grafikái - Die spekulativen grafischen Bildschriften von Lajos Szabó (magyar-német), Ernst Múzeum, Budapest, 1997 (Szerk: Kotányi Attila/Red.: Attila Kotányi)